# Architecte
 (août 2024).
Dans son acception classique, l'architecte est d'abord un artiste et un technicien (dans la profession des architectes de l'État, du gouvernement, du département ou de la ville) spécialisé dans la conception des constructions (bâtiments, ouvrages d'art...). Répondant aux besoins – appelé programme – de son client, il traduit en dessins expressifs et techniques une réflexion sur l'espace attribué à une construction, un abri ou un signal. Il compose une œuvre dans l'espace à l'aide des moyens essentiels que sont la lumière, les volumes et les matériaux puis conduit le chantier. Professionnel de haut niveau ayant suivi cinq ans d'études après le baccalauréat pour l'architecte DE (diplômé d'État) et six ans d'études pour l'architecte HMONP (habilité à exercer la maîtrise d'œuvre en son nom propre), il doit avoir de larges connaissances et s'appuie sur des spécialistes pour détailler son projet. Il peut exercer à titre libéral (gérant d'une société) ou comme salarié (cadre).
L'architecte, quand il exerce la « maîtrise d'œuvre », rédige un contrat d'architecte signé par son client appelé le « maître d'ouvrage ». Cette entente définit l'étendue de sa mission. L'architecte conçoit des bâtiments publics (écoles, mairies, musées...) ou privés (logements, commerces, industries…), des structures de génie civil (ponts, monuments) et des projets d'urbanisme. Il participe à l'aménagement du territoire (espaces bâtis ou naturels). Il est l'auteur d'œuvres d'art protégées au titre de la propriété intellectuelle.
Aujourd'hui, parce qu'il y a maîtrise d'œuvre, le terme « architecte » est également utilisé comme partie d'un titre composé : l'architecte d'intérieur, dont la mission est limitée à la conception d'aménagements non structurels ne nécessitant pas l'obtention de permis de construire. Par analogie, l'ingénieur en informatique, dit « architecte informatique », a pour rôle d'agencer, raccorder et mettre en œuvre les composants d'un réseau informatique. Ce titre n'enfreint plus la loi de 1977 sur l'architecture à la suite d'une création de titre RNCP.

## Histoire

### Origines

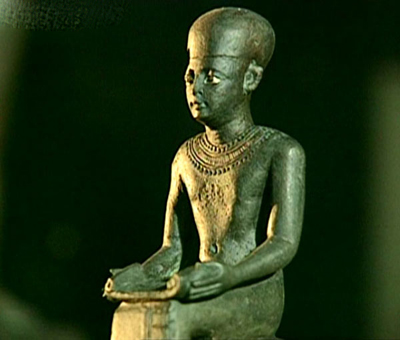
Imhotep, le premier architecte connu.

La première mention connue du mot architecte ἀρχιτέκτων / arkhitéktôn apparaît au Ve siècle av. J.-C. dans le livre d'Hérodote, Histoires, décrivant le tunnel de Samos : « L'architecte chargé de ce travail fut le Mégarien Eupalinos, fils de Naustrophos ». Le mot est composé de ἀρχός / arkhós, « chef, maître », et de τέκτων / téktōn, « ouvrier, artisan, charpentier ».
Hérodote utilise ce mot pour le constructeur du pont de bateaux permettant de franchir l'Hellespont en 513 av. J.-C. (Histoires, 4,88) : « Darius Ier fut très satisfait de ce pont de bateaux et récompensa richement son architecte, Mandroclès de Samos. » Pour Hérodote, le mot architecte donné à Eupalinos qui est un des « auteurs des trois plus grands ouvrages que possède la Grèce » ou à Mandroclès de Samos n'a pas pour lui le sens qu'il a pris aujourd'hui, c'est plus un technicien de la construction ou un ingénieur. Il est possible que ce mot ait été utilisé parce que les premiers temples étaient construits en bois. C'est au VIIe siècle av. J.-C. que se fait la transition entre construction en bois des temples vers la construction en maçonnerie. Quand Pausanias visite l'Héraion d'Olympie au IIe siècle, il y voit encore certaines colonnes en bois. Le mot tekton apparaît chez Homère ou chez Sophocle où il désigne un sculpteur.
Tous les premiers architectes de l'époque archaïque grecque ont laissé leur nom dans l'Histoire par les prouesses techniques de leurs constructions. Le rôle de l'architecte dans un chantier grec était celui d'un conseiller technique auprès des personnes chargées par la cité ou les responsables des sanctuaires de suivre l'exécution des bâtiments conformément aux devis et d'assurer le paiement des travaux après leur réception par l'architecte. C'est à partir du IVe siècle qu'ils exercent une activité indépendante avec des contrats définissant les bâtiments à construire présentés et votés par les assemblées des cités. Il existe aussi des architectes fonctionnaires travaillant pour une administration de cité ou de sanctuaire.
Il est possible que dès les temps archaïques, le mot « architecton » désigne celui qui commande les ouvriers. On retrouve cette définition dans Le Politique de Platon où on trouve en 259e :

« – L'étranger : C'est, au surplus, que quiconque est maître bâtisseur (ἀρχιτέκτων / arkhitéktôn) ne fait pas personnellement office d'ouvrier maçon (ἐργατικός / ergatikós), mais est le maître qui commande à ces ouvriers (ἐργατῶν ἄρχων / ergatỗn árkhōn).
– Socrate le jeune : Oui.
– L'étranger : 'Et c'est, je pense, en tant qu'il apporte à l'œuvre la contribution d'une connaissance théorique, mais non celle d'opérations manuelles'.
– …
– L'étranger : […] il sied en vérité à celui-ci, une fois qu'il s'est prononcé, de ne pas se croire au bout ; pas davantage de se tenir pour quitte, […], mais au contraire de prescrire à chacun des ouvriers maçons la tâche qui justement lui convient, jusqu'à ce qu'ils aient achevé de réaliser le travail qu'il a été prescrit d'exécuter. »

Dans la Métaphysique, Aristote a opposé l'architecton au travailleur manuel (χειροτέχνης / kheirotéchnēs). On voit aussi Aristote qualifier l'architecte de la cité de Milet et du Pirée, Hippodamos, de météorologos, dans la mesure où il essaie de recréer une cité reflétant dans son plan l'harmonie céleste. Hippodamos est aussi un penseur politique dont le livre II 1267b22-30 de La Politique d'Aristote fait une description de sa vision de la cité idéale au Ve siècle. Progressivement va apparaître une différenciation dans le monde gréco-romain entre architektôn et méchanikos, l'architecte et l'ingénieur.
Cette fonction d'architecte n'est pas propre à la cité grecque. Le plus ancien nom d'architecte qui est resté dans l'histoire est celui d'Imhotep, l'architecte du complexe funéraire de Saqqarah et le conseiller du pharaon Djéser, vers 2630 à 2611 av. J.-C., de la IIIe dynastie égyptienne. En Babylonie, aucun nom d'architecte n'est parvenu. La fonction de maçon existait et apparaît dans le Code de Hammurabi § 228-230, rédigé par Hammurabi, sixième roi de la première dynastie amorrite et datant d'environ 1750 av. J.-C..

### Vitruve,De architectura

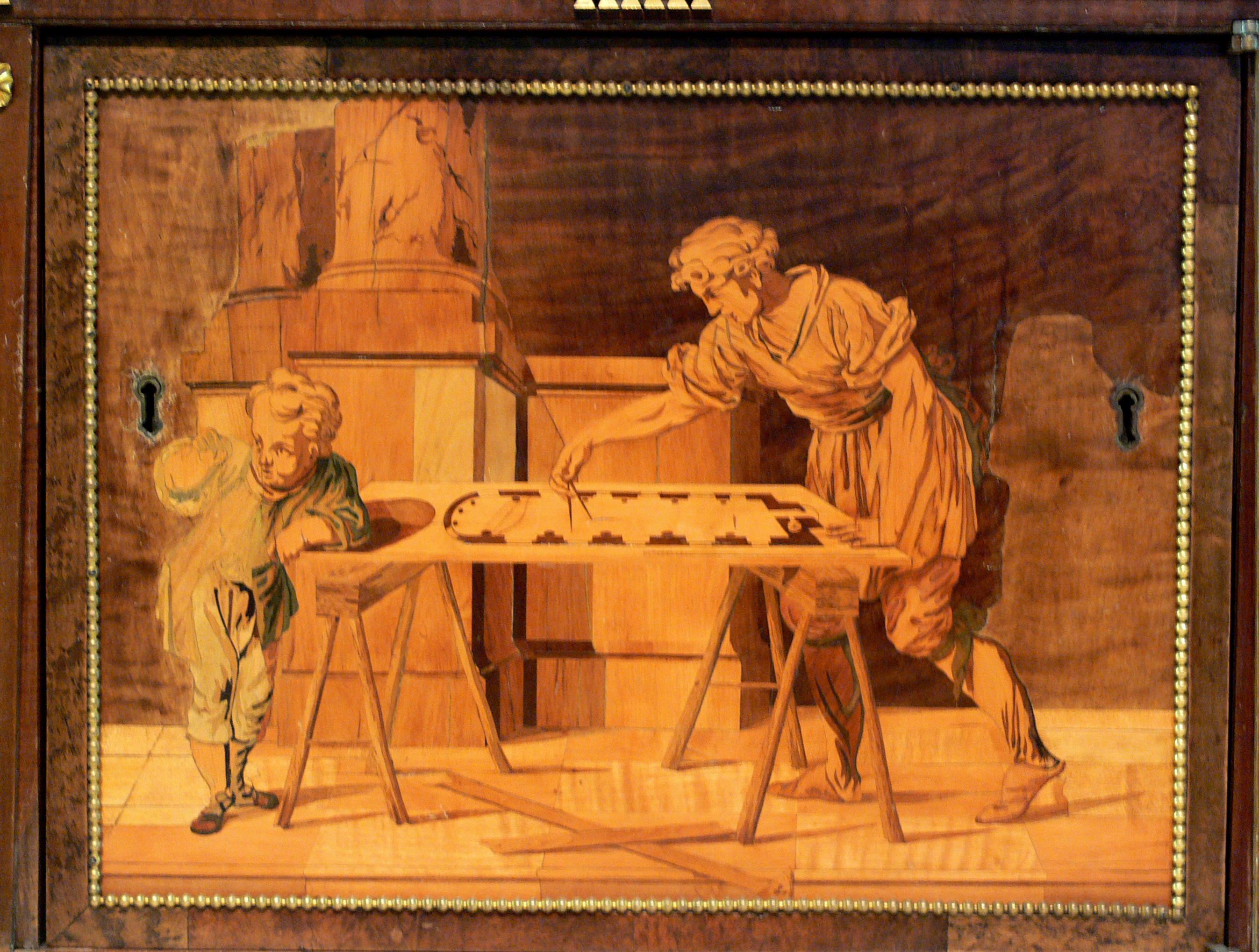
L'architecte en son cabinet, Neuwied, 1779.

L'architecton grec va passer directement au latin dès le IVe siècle où on le retrouve dans les textes de Plaute au IIIe siècle au sens propre et figuré. L'architecton va devenir architector dans l'époque tardive, mot qui va donner architectura en suivant la même variation que sculptor-sculptura ou pictor-pictura. La forme architectus apparaît aussi chez Plaute. Les deux formes architector et architectus s'utilisent dans le sens de « celui qui pose les fondations » au sens propre comme au sens figuré. La forme architectus va donner une explication étymologique erronée du mot en rapprochant tectus de tego, tegere, texi, tectus, conjugaisons du verbe « couvrir » et lui donnant le sens de personne qui réalise la couverture d'un bâtiment.
C'est un architecte et ingénieur d'Auguste, Vitruve, qui va donner le premier livre d'architecture, De architectura. Ce n'est pas le premier livre d'architecture qui a été rédigé (on sait par Vitruve que certains architectes grecs ont écrit des livres d'architecture), mais le seul qui nous soit parvenu. On peut ajouter celui que Frontin alors curateur des eaux écrit sur les aqueducs de Rome : De aquis urbis Romœ.
Dans l'introduction du chapitre I du livre I, Vitruve définit ce qu'est pour lui l'architecture :

« L'Architecture est une science qui doit être accompagnée d'une grande diversité d'études et de connaissances par le moyen desquelles elle juge de tous les ouvrages des autres arts qui lui appartiennent. Cette science s'acquiert par la Pratique et par la Théorie : la Pratique consiste dans une application continuelle à l'exécution des desseins que l'on s'est proposés, suivant lesquels la forme convenable est donnée à la matière dont toutes sortes d'ouvrages se font. La Théorie explique et démontre la convenance des proportions que doivent avoir les choses que l'on veut fabriquer : cela fait que les Architectes qui ont essayé de parvenir à la perfection de leur art par le seul exercice de la main, ne s'y sont guère avancés, quelque grand qu'ait été leur travail, non plus que ceux qui ont cru que la seule connaissance des lettres et le seul raisonnement les y put conduire ; car ils n'en ont jamais vu que l'ombre : mais ceux qui ont joint la Pratique à la Théorie ont été les seuls qui ont réussi dans leur entreprise, comme s'étant munis de tout ce qui est nécessaire pour en venir à bout. »

Vitruve a voulu rédiger un traité complet sur l'architecture considérée dans le champ large donné par les architectes grecs. En plus de l'architecture prise dans son domaine traditionnel, il a ajouté traitant de l'hydraulique urbaine, de l'astronomie et de la gnonomique et des engins de siège. Il n'est pas inutile de rappeler qu'il a été un technicien attaché à César et fut chargé par Octave d'assurer la maintenance du parc d'artillerie, qu'il a été probablement pris comme expert dans le Service des eaux de Rome d'après Frontin et qu'il a construit la basilique de Fanum Fortunæ (Fano) dont il fait la description au livre V. La compréhension du De architectura n'est pas toujours simple, car il y a peu de dessins permettant d'expliciter le texte. Vitruve a en effet choisi de s'adresser à un milieu cultivé et non aux architectes dont la corporation était peu considérée à Rome. C'est peut-être ce qui explique le choix de Vitruve et quand il fait référence à l'architecture grecque des IVe et IIIe siècles av. J.-C. qui est pour lui l'aboutissement de l'architecture et traite d'une manière dépréciative l'usage de la brique et de l’opus caementicium (mortier) qui ont pourtant été largement utilisés par les architectes romains. Pour rédiger son livre, Vitruve a utilisé les écrits d'architectes grecs qui ont été perdus tels Hermogène, Hermodoros, Pythéos de Priène… ou de philosophes comme Aristoxène de Tarente sur l'harmonie musicale. Les architectes romains sont architectus, machinator (ingénieur) et redemptor (entrepreneur).
Peu d'architectes romains ont laissé leur nom. Les architectes ne sont plus dans le monde romain que des « fabricator » (constructeur, technicien) au service des maîtres d'ouvrage, magistrats ou puissants, évergètes cherchant à laisser leurs noms à la postérité par la construction de monuments nécessaires à l'agrément de la ville romaine,. On connaît Apollodore de Damas, l'architecte de Trajan qui lui a confié la construction de son forum, Robirius, celui de Domitien qui a dirigé les travaux du palais du Palatin. Cependant, le livre de Vitruve est un témoin essentiel de l'architecture grecque et romaine. Malgré les troubles provoqués par les invasions du début du Ve siècle, on sait qu'il va être utilisé jusqu'à l'époque carolingienne. On ne peut pas affirmer que l'architecte de la chapelle palatine d'Aix-la-Chapelle, Eudes de Metz, connaissait l'œuvre de Vitruve, mais c'était probablement le cas de ceux qui surveillaient les travaux, comme Éginhard. En effet, ce dernier cite Vitruve dans une lettre datant de 840. On a retrouvé des manuscrits de Vitruve dans les bibliothèques des abbayes de Reichenau, de Murbach, de Saint-Gall. Un manuscrit du IXe siècle se trouve à la Bibliothèque humaniste de Sélestat. Il a la particularité de contenir des dessins de chapiteaux dont certains historiens ont rapproché le style aux chapiteaux réalisés à la porte monumentale de l'abbaye de Lorsch et les ont attribués à Éginhard.
Des époques carolingienne et romane sont restés une cinquantaine d'exemplaires du livre de Vitruve. Au Xe siècle, après la fin des attaques contre l'empire carolingien des Vikings à l'ouest et au nord, des Sarrasins au sud, des Hongrois à l'est, la reprise des constructions autour de l'an mil se fera sans oublier l'apport de l'Antiquité romaine. Ainsi la construction de l'abbatiale Saint-Michel à Hildesheim commandée par l'évêque Bernwald et édifiée sous la direction du prieur Gonderamnus entre 1010 et 1033. Certains historiens ont fait de l'évêque Bernwald l’architectus sapiens, concepteur de l'ensemble de l'édifice, et du prieur Gonderamnus, l'architectus cementarius, dirigeant le chantier de l'abbatiale. Cette proposition a été faite à la suite de la découverte d'une copie carolingienne du De architectura (manuscrit Harleianus 2767) au British Museum de Londres, signée à la dernière page par Gonderamnus. Il se trouve aussi dans le trésor de la cathédrale de Hildesheim le Liber mathematicalis de l'évêque Bernwald, qui est une copie du De institutione arithmetica de Boèce. On peut supposer que ce livre a été consulté par Gonderamnus, d'où viendrait la disposition de l'axe longitudinal de l'église suivant la série du tétraèdre développée à partir des nombres triangulaires.
L'œuvre de Vitruve est étudiée tout au long du Moyen Âge. Il a voulu montrer que l'architecture était un véritable « art libéral ». C'est ce qu'il justifie dans le paragraphe qui suit dans le premier chapitre du livre 1 :

« Dans l'Architecture comme en toute autre science, on remarque deux choses ; celle qui est signifiée et celle qui signifie : la chose signifiée est celle dont l'on traite, et celle qui signifie est la démonstration que l'on en donne par le raisonnement soutenu de la science. C'est pourquoi il est nécessaire que l'Architecte connaisse l'une et l'autre parfaitement. Ainsi il faut qu'il soit ingénieux et laborieux tout ensemble ; car l'esprit sans le travail, ni le travail sans l'esprit, ne rendirent jamais aucun ouvrier parfait. Il doit donc savoir écrire et dessiner, être instruit dans la géométrie, et n'être pas ignorant de l'optique, avoir appris l'arithmétique, et savoir beaucoup de l'histoire, avoir bien étudié la philosophie, avoir connaissance de la musique, et quelque teinture de la médecine, de la jurisprudence et de l'astrologie. »

On trouve dans la bibliothèque de Valenciennes, une courte compilation du IXe siècle de citations du livre de Vitruve. On voit ainsi Vincent de Beauvais qui le cite largement dans son encyclopédie, Speculum maius, en se servant essentiellement de la partie théorique sur l'hydrologie du De architectura qui est utilisée dans le Speculum naturale. Cette volonté de recensement encyclopédique du savoir se rencontre dans plusieurs auteurs tout au long du Moyen Âge, à commencer par Isidore de Séville qui traite de l'architecture dans le livre 19 de Etymologiae mais où il donne aussi une connotation religieuse à ce mot : « Architecti caementarii sunt qui disponunt in fundamentis. Vnde et Apostolus de semetipso : Quasi sapiens, inquit, architectus fundamentum posui » (« Les architectes sont les maçons qui disposent les fondations. D'où la phrase de l'Apôtre sur lui-même : “J'ai posé des fondations comme un savant architecte”. ».
La redécouverte moderne du manuscrit par Poggio Brocriolini et Censio Rustici date de 1416. La première édition imprimée illustrée est faite à Venise en 1511 par Giovanni Giocondo. Il y a eu auparavant au moins trois éditions du De architectura libri decem sans illustration au XVe siècle. L'édition de 1511 comporte des contresens qui semblent montrer une méconnaissance de l'architecture antique. Ces défauts ont été corrigés dans l'édition faite à Milan en 1521 par Cesare Cesariano.

### Moyen Âge

#### Maître d'ouvrage
Le maître d'ouvrage est la personne (morale ou physique) pour laquelle un ouvrage doit être construit. C'est lui qui définit le « programme » de l'ouvrage, précise les données qui s'imposent et ses exigences pour la conception et l'exécution de l'ouvrage.
Il doit donc veiller à ce que le projet et la construction de l’ouvrage soient faits par un personnel ayant les qualifications et l'expérience nécessaires, et une fois qu'un accord sur la définition du projet mis en appel d'offres est trouvé et que son financement est assuré : qu'il y ait un contrôle et une surveillance des différents processus de réalisation, tant pendant les études nécessaires à la conception et la réalisation, que pendant la fabrication des produits en usine et de l'ouvrage sur le chantier (qualité et quantité des matériaux, des produits de construction, respect des normes de fabrication et d'exécution), que la structure est l'objet d'une maintenance adéquate, à la mise en œuvre de procédures assurant la sécurité du personnel. Cette définition actuelle du maître d'ouvrage commandant à des experts n'est pas nouvelle. Par exemple, quand la fabrique de la cathédrale de Milan s'inquiète pour la résistance de certaines parties d'ouvrage, elle fait appel à des maîtres maçons allemands ou français. De tout temps, le maître d'ouvrage est allé chercher la compétence technique ou artistique là où il savait qu'elle se trouvait.
Le Moyen Âge est un temps long. De 476 à 1000, l'Europe passe d'une période de rupture par disparition de l'Empire romain d'Occident et réorganisation (Haut Moyen Âge 768-1024) pour après 1000 être une 
période d'expansion scientifique, technique et commerciale (Moyen Âge central 1024-1280 et Bas Moyen Âge 1280-1492). La disparition des structures qui assuraient la stabilité de l'Empire romain avait conduit à une diminution de la diffusion du savoir technique et scientifique. La richesse créée par le commerce a drastiquement diminué avant l'an 1000. Le pouvoir impérial s'est morcelé en de multiples seigneuries malgré les tentatives d'assurer la continuité de l'État par les dynasties mérovingiennes et carolingiennes. C'est à partir de la fin du Xe siècle que commencent à se redévelopper des organisations comme le servage qui vont assurer l'enrichissement progressif de l'Europe. C'est sur cette base affaiblie qu'a dû se remettre en place un art de la construction. Comme le fait remarquer Vitruve (supra) dans le premier chapitre de De architectura, l'art de construire suppose des savoirs scientifiques et des savoirs techniques. Dans le Moyen Âge avant l'an 1000, les savoirs scientifiques se sont concentrés près des centres de pouvoirs religieux (cf.Tableau des cathédrales, églises, abbaye, châteaux et hôtels de ville avec leurs maîtres d'œuvre). Au Ve et VIe siècles, les évêques sont souvent des membres des anciennes familles sénatoriales ayant reçu une bonne instruction. Les cathédrales, les monastères vont jouer le rôle de conservatoire du savoir antique. 
Il en résulte que jusqu'au Xe siècle le maître d'ouvrage semble avoir assuré la partie théorique du rôle de l'architecte, visible sur les constructions qui aboutit aux châteaux sur des mottes au XIe siècle. La partie pratique est remplie par des ouvriers spécialisés. Les architectes, qui ne sont encore désignés que comme maîtres maçons, ne commencent à être cités qu'au XIIIe siècle. De l'ensemble « maître d'ouvrage - maître d'œuvre, architecte-ouvrier » il n'apparaît dans les textes jusqu'au XIIIe siècle que « maître d'ouvrage - ouvriers ». On constate que le terme architectus est souvent donné au maître d'ouvrage dans cette première période.
C'est avec la construction des grandes cathédrales gothiques que se met en place la répartition des tâches entre maîtres d'ouvrage, architecte et ouvriers, eux-mêmes se répartissant entre les différents métiers et corporations. La construction de la cathédrale Notre-Dame de Strasbourg met bien en évidence ce développement des compétences et de la répartition des tâches entre les différents intervenants du projet pendant la durée de sa réalisation. Les cathédrales ont été au Moyen Âge l'équivalent des grands projets actuels. Elles ont été des défis que les maîtres d'ouvrage se sont lancés et que leurs architectes, maîtres maçons et ouvriers ont réussi à relever. Les solutions trouvées ont permis de faire avancer les savoirs techniques. Cependant, il a fallu attendre le XVIIe siècle pour que commence à se mettre en place une approche scientifique de la résistance des matériaux et de la statique avec les travaux de Galilée.
Pour le commanditaire d'un ouvrage, la première difficulté de l'entreprise est d'en assurer le financement dans une époque qui ignorait l'emprunt et le prêt à intérêt, qui n'avait pas de budget prévisionnel et dont les entrées d'argent n'étaient pas assurées. Après les subsides et les dons accumulés au départ de l'entreprise, il fallait essayer d'en garantir la permanence de ces entrées :
- les ressources régulières obtenues à partir des revenus ecclésiastiques. Le pape Gélase Ier avait demandé d'en réserver le quart à la construction des églises. Mais ce ne fut jamais respecté ;
- les dons des fidèles. Pour intéresser les fidèles, l'église accorde des indulgences pour ceux qui donneraient de l'argent ;
- les reliques de l'église et d'en faire des ostensions au cours desquelles sont faites des aumônes importantes ;
- les confréries pieuses qui s'engagent à contribuer aux frais des travaux ;
- les sources extraordinaires de revenus avec l'accord du pape : la recette des bénéfices vacants est versée à la fabrique, les droits versés par les nouveaux chanoines, les amendes infligées…

Malgré tous les efforts des commanditaires, ces ressources financières ont été en général irrégulières et aléatoires, ce qui a entraîné un avancement lent et irrégulier des chantiers avec de multiples changements en cours de construction.

#### Maître d'œuvre

##### Jusqu'auXIIesiècle
Nikolaus Pevsner a montré dans son article « The Term Architect in the Middle Ages » (Speculum 17, no 4, octobre 1942, p. 549-562) que le mot architecte a subi une dégradation progressive pendant le haut Moyen Âge jusqu'au XIIIe siècle avant de retrouver au XVe siècle son sens ancien.
Au VIIe siècle, Isidore de Séville a écrit : Architecti...cementarii sunt qui disponunt in findamentis (ce qui peut se traduire par : les architectes sont des maçons qui disposent [les édifices] sur plans).
Jusqu'au XIIe siècle, l'architecte Maître d'œuvre d'un ouvrage est très rarement cité. Cela ne veut pas dire qu'il n'existait pas une personne chargée de la direction des travaux, mais les textes ne donnent pas leurs noms sauf à de très rares exceptions, comme à l'église Saint-Hilaire-le-Grand de Poitiers. Seuls les noms des commanditaires, évêques, abbés, rois ou princes, sont cités. Pour l'historien Spiro Kostof, cette situation est due à la perte de la reconnaissance de son statut particulier. Pour Raymond Oursel, c'est la preuve d'« un parti délibéré d'indifférence » face à son œuvre. On peut aussi remarquer que les récits sur les constructions sont rédigés par des clercs sur les vies des évêques, des abbés et des princes, s'intéressant plus à leur rendre hommage qu'à citer ceux qu'ils employaient. C'est Gauzlin, abbé de Fleury (Saint-Benoît-sur-Loire), qui décide de construire une tour de pierre, qui sert aujourd'hui de porche à l'abbatiale, en faisant venir des pierres du Nivernais.
C'est l'abbé Suger qui fait entreprendre la reconstruction de l'abbatiale de Saint-Denis en demandant de faire entrer le maximum de lumière dans le chœur de l'abbatiale et donne ses instructions pour sa construction. Si les commanditaires sont importants dans la décision d'entreprendre la construction d'un ouvrage, on ne peut imaginer que cela ait été possible sans des maçons maîtrisant leur art. On voit apparaître leur importance dans un texte écrit vers 1200 par le moine anglais Gervais relatant les travaux de reconstruction du chœur de la cathédrale de Cantorbéry par Guillaume de Sens, à partir de 1174. C'est le premier texte médiéval décrivant le travail des maçons :

« Il s'engagea à se procurer des pierres par delà les mers. Il construisit des appareils pour charger et décharger les bateaux, et pour transporter le ciment et les pierres. Il fournit les patrons pour tailler la pierre à ses gens qui étaient rassemblés, et sans perdre de temps, prépara d'autres pièces semblables. »

C'est sur les chantiers que les maçons apprennent leur métier, dans les loges et dans les carrières pour la taille des pierres.

##### Villard de Honnecourt et le dessin dit «d'architecture»
Pour Villard de Honnecourt, la transmission des ordres du maître d'œuvre aux maîtres-maçon et aux maçons pouvait se faire de plusieurs façons :
- par des modèles,
- par des dessins sur des peaux de parchemin,
- par des tracés à l'échelle 1 comme on peut le voir à la cathédrale de Clermont-Ferrand.

L'existence de modèles complets est connue par les textes car aucun de ceux réalisés avant la Renaissance n'a subsisté. Un texte concernant la construction de l'abbaye Saint-Germain d'Auxerre, au IXe siècle indique que des artifes ont fait un modèle d'ensemble (concepti operis exemplar) en cire puis on a fait appel à des exactores et des magistri operum. Pour Pierre du Colombier, les magistri operum sont les artifes qui ont réalisé le modèle. Pierre du Colombier soutient que la réalisation de modèles date de l'Antiquité et qu'elle se soit progressivement perdue avant d'être réutilisée dans l'Italie du début de la Renaissance où il était nécessaire aux architectes de représenter leurs projets aux maîtres d'ouvrage quand il y avait des concours.
Les plus anciens dessins sur des peaux de parchemin qui ont subsisté datent du XIIIe siècle, en particulier ceux qui sont conservés au musée de l'Œuvre Notre-Dame de Strasbourg dont le premier dessin concerne la façade de la cathédrale par Erwin von Steinbach, vers 1275, ou les palimpsestes de Reims qui datent des environ de 1250. Les contrats des architectes prévoyaient qu'ils devaient laisser dans les loges les dessins dont ils s'étaient servis et ceux qu'ils avaient faits. On trouve ainsi à Strasbourg le plan du chœur de la cathédrale Notre-Dame de Paris et celui de la cathédrale d'Orléans datant du XIIIe siècle qui ont pu servir à l'étude d'un projet de modification du chœur de la cathédrale de Strasbourg.
Le carnet de Villard de Honnecourt, s'il n'est pas l'œuvre d'un architecte, permet de connaître les plans schématiques de plusieurs monuments qu'il a pu visiter et certains principes de tracés utilisés au XIIIe siècle.

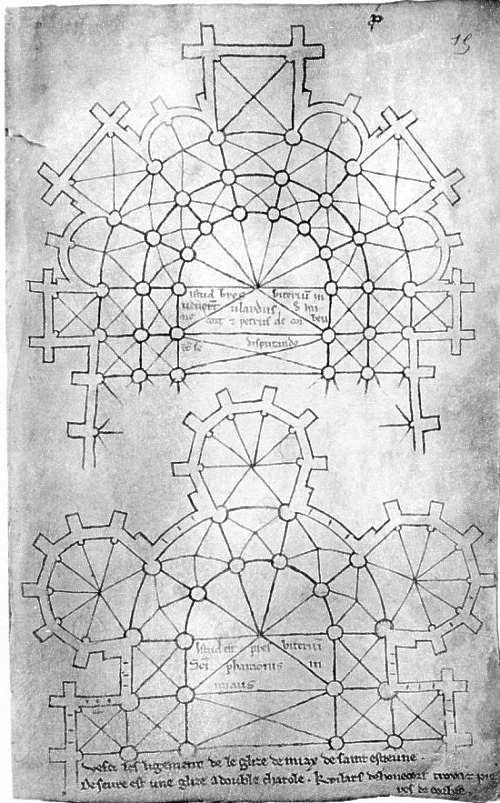
Croquis du tracé du chœur d'une église inventé par Villard de Honnecourt, et, au-dessous, du chœur de la cathédrale de Meaux.
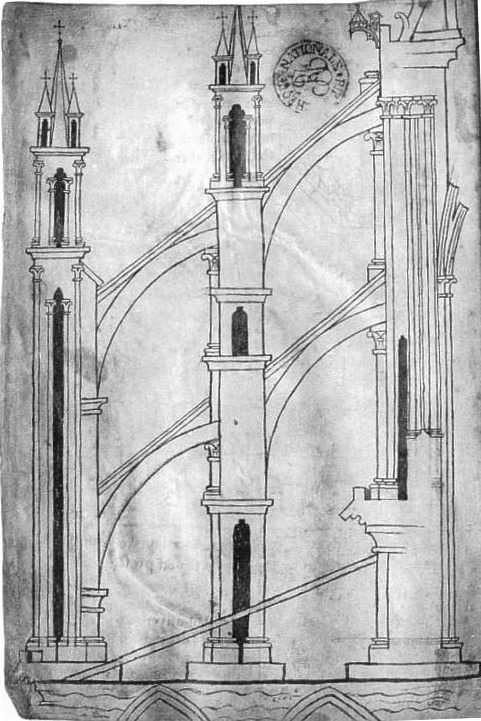
Arcs-boutants de la cathédrale de Reims.
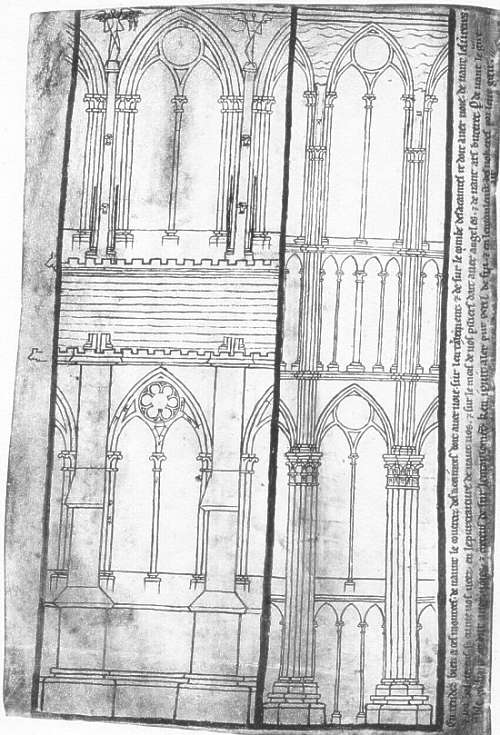
Élévations extérieur et intérieur de la nef de la cathédrale de Reims.
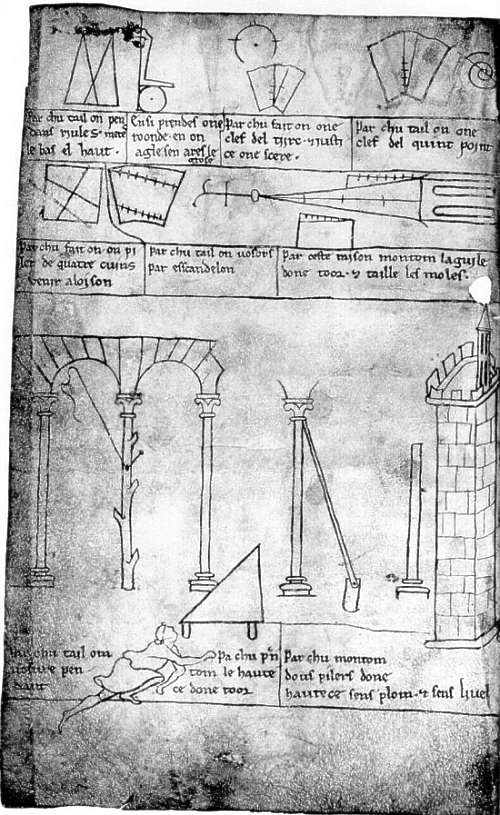
Méthodes de tracés de pierres.

### Renaissance

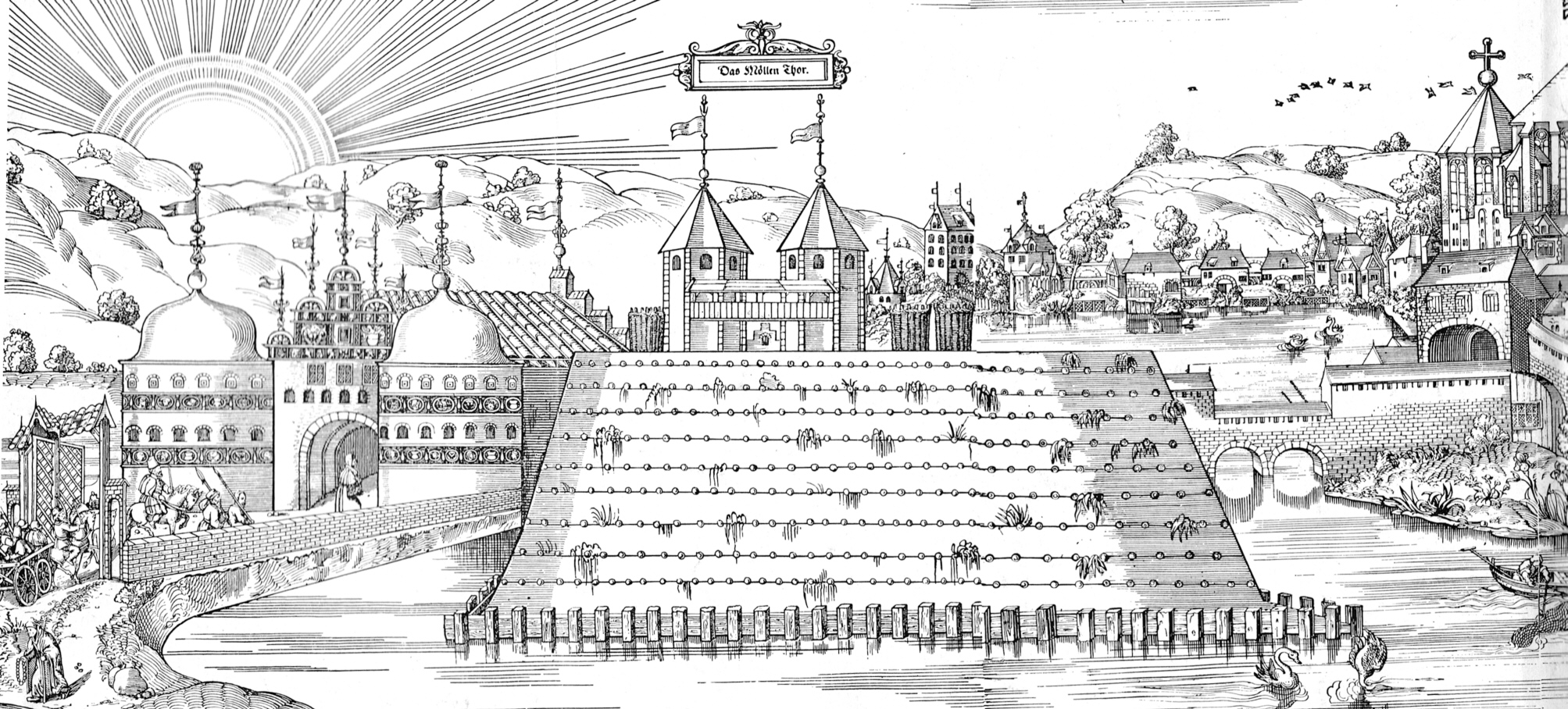
Les portes du moulin à Lübeck au XVIe siècle, vue de la ville, estampe d'.

### Époque baroque

Urbanisme à Versailles.

### Époque neo-classique

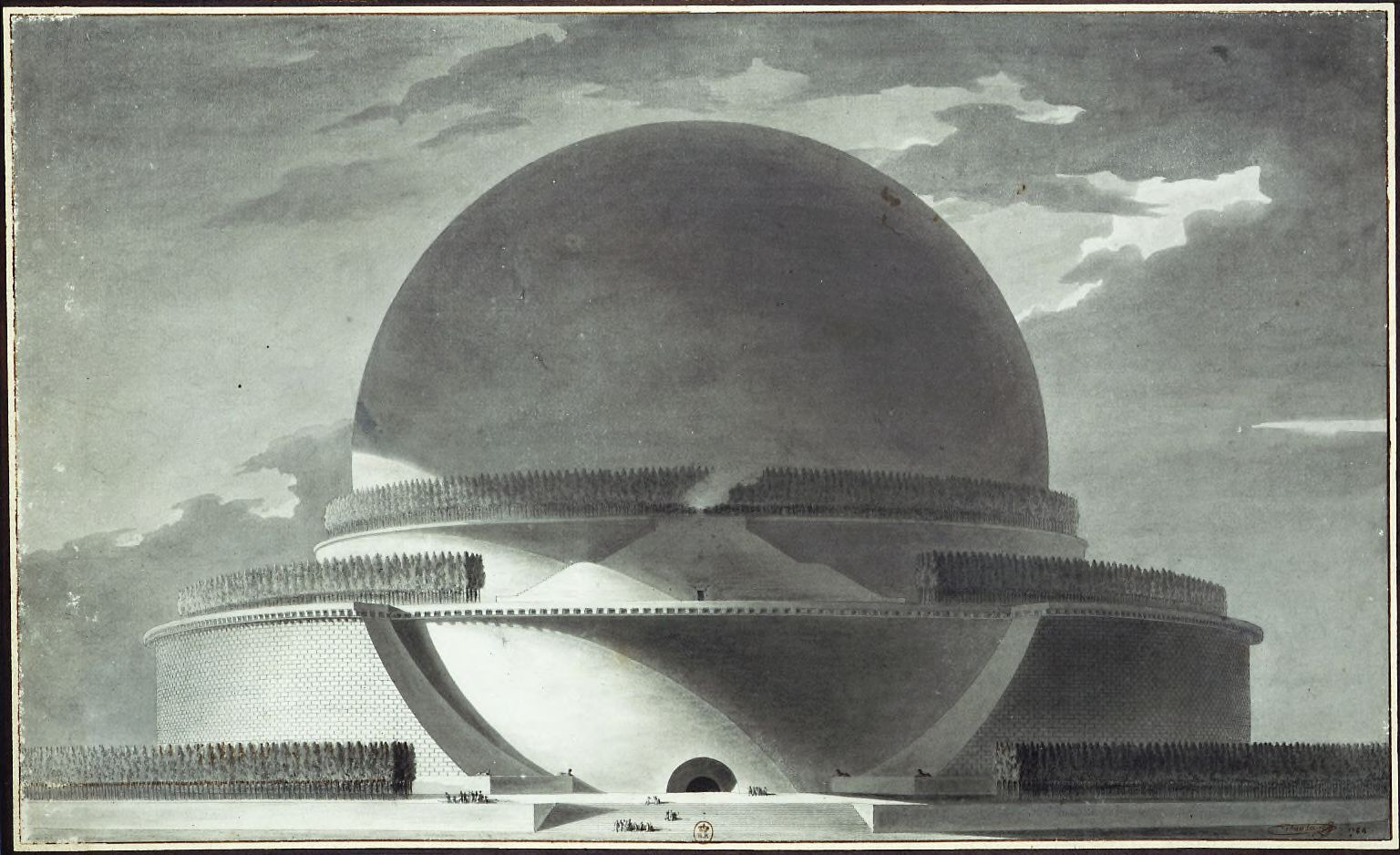
Le cénotaphe de Newton par Étienne-Louis Boullée en Architecture néo-classique.

## Architecte
« maître maçon » redirige ici. Pour le grade de la franc-maçonerie, voir Grade maçonnique#Les trois grades symboliques.
Le mot apparaît en français dans un texte de Christine de Pisan parlant du roi Charles V dans le Livre des fais et bonnes meurs du Sage Roy Charles V « qui fust sage artiste et se demostra vray architecteur et deviseur certain et prudent ordeneur, lorsque les belles fondations fist faire en maintes places, notables édifices beaulx et nobles tant d'églises que de chasteaulx et austres bastiments à Paris et ailleurs ». Charles V avait choisi comme architecte Raymond du Temple qui est d'abord mentionné comme maçon avant de devenir en 1364 son « maître de maçonnerie dans la Prévôté de Paris ». Il apparaît dans les comptes sous le titre de « maçon du roi » ou « “maître maçon” du roi » ou « maître de nos œuvres de maçonnerie ». Dans un acte du 18 septembre 1388 du Parlement de Paris, il porte le titre de « maistre maçon des euvres du roy pour tout son royaume ». Le roi Charles V, le maître d'ouvrage, est l'architecte, tandis que l'homme de métier, le maître d'œuvre, Raymond du Temple, qui construit les bâtiments du roi, est le maître maçon des œuvres du roi. En 1372, Charles V le Sage nomme Pierre de La Crique, seigneur normand, gouverneur militaire de Lagny-sur-Marne. En 1378, celui-ci projeta et réalisa l'abbatiale Saint-Pierre.

### Profession

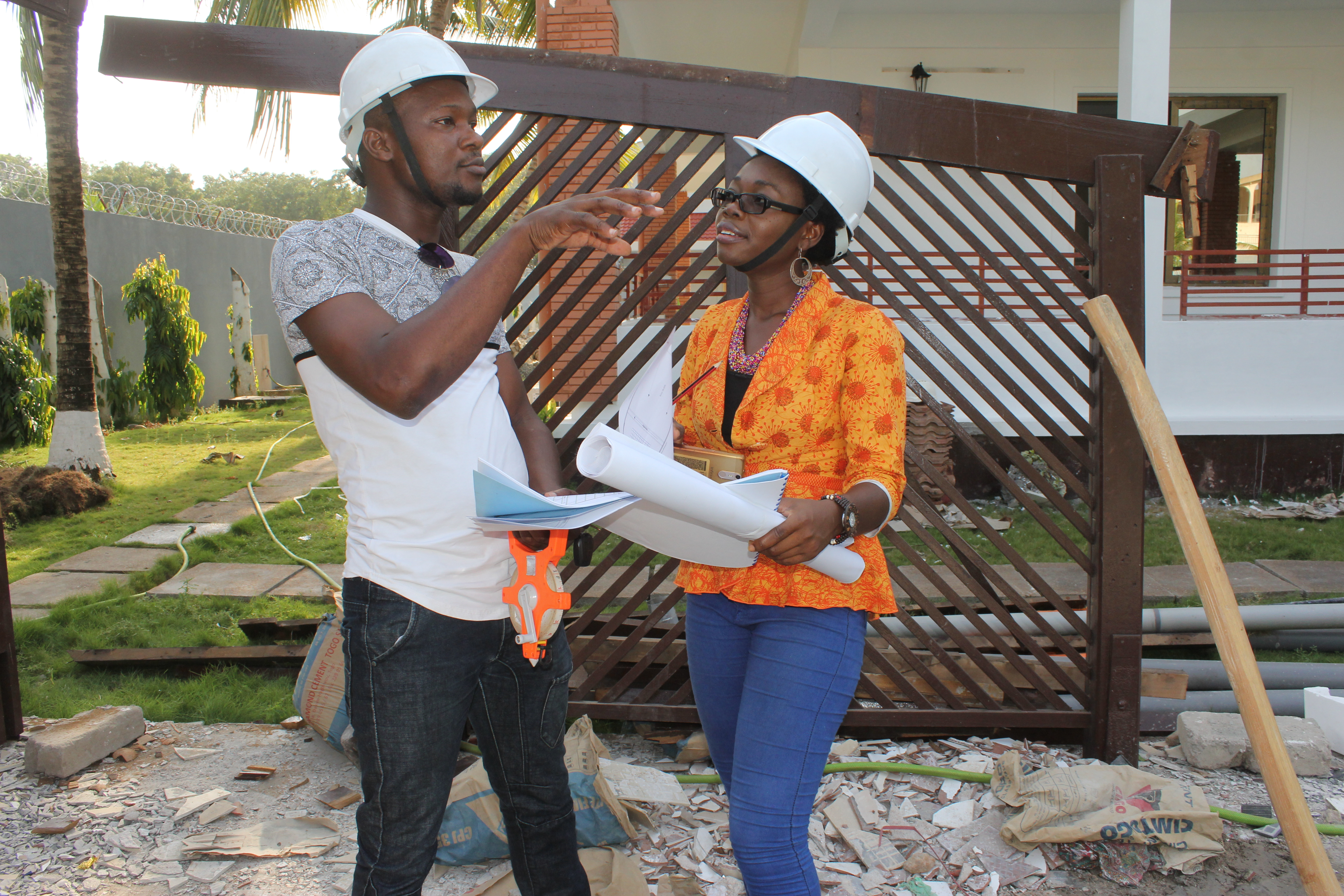
Femme architecte à Lomé (Togo).

### Europe
La directive no 85/384 du Conseil des communautés européennes du 19 juin 1985 impose à tous les États membres de la communauté européenne des obligations en vue de la reconnaissance mutuelle des diplômes, certificats et autres titres du domaine de l'architecture et de l'exercice effectif du droit d'établissement.
Dans le cadre de l’harmonisation européenne de l’enseignement supérieur français, l’enseignement a par ailleurs été réformé. En effet, afin de promouvoir une meilleure coopération entre les établissements d’enseignement supérieur des différents pays européens, une harmonisation des diplômes était nécessaire. Le 19 juin 1999, les représentants de 29 pays européens sont parvenus à un accord et ont signé la déclaration de Bologne qui va dans ce sens. Cette harmonisation s’appuie sur un système de diplômes facilement comparables d’un pays à l’autre, permettant une plus grande lisibilité des cursus offerts et une mobilité accrue des étudiants. Pour cela, le système mis en place se fonde sur trois niveaux de diplômes : la licence (bac + 3), le master (bac + 5), le doctorat (bac + 8). Le nom de ce nouveau système est LIMADO ; il est appelé aussi 3/5/8. Chaque année sera partagée en deux semestres au cours desquels les étudiants acquerront des crédits, les ECTS (european transfer system), dont l’addition leur donnera accès à un diplôme.
Il a été demandé aux États membres de mettre en œuvre sur son territoire la directive no 85/384 du Conseil des communautés européennes du 19 juin 1985, par l'adoption de dispositions modifiant le droit interne dans le sens d'une ouverture aux ressortissants et aux diplômes provenant de ces autres États. Par ailleurs, les ressortissants communautaires ayant acquis un titre en dehors de l’Union européenne et reconnu par elle peuvent, sous certaines conditions, exercer la profession d’architecte en France conformément aux dispositions de la directive 2001/19/CE du 14 mai 2001 relative à la reconnaissance des diplômes et qualifications professionnelles.

### Belgique

#### Statut légal
En Belgique, le titre d'architecte est protégé par la loi du 20 février 1939, et toute personne qui veut exercer la profession d'architecte doit être inscrite à l'Ordre des architectes, respecter le code de déontologie, acquitter une cotisation annuelle et être assuré pour sa responsabilité civile.
Le système Architectes bâtisseurs, originaire de France, existe également en Belgique (et depuis peu aux Pays-Bas). Il est cependant assez différent dans son approche déontologique. La loi de 1939 imposant la distinction entre architecte et entrepreneur, la garantie sur le prix et le délai de réalisation des travaux de construction et/ou de rénovation ne peut être donnée par l'architecte : elle est donnée par une compagnie d'assurance extérieure, après vérification de la faisabilité des travaux pour le prix et dans le délai. Cette situation particulière a un avantage non négligeable par rapport à la situation en France car, même en cas de faillite (de l'entreprise) ou de déconfiture (de l'architecte), les garanties du système Architectes bâtisseurs restent ainsi acquises au (futur) propriétaire, la compagnie d'assurance étant, quant à elle, obligatoirement ré-assurée.

#### Ouverture de la profession aux femmes
La profession d'architecte s'est ouverte aux femmes au XXe siècle, comme dans de nombreux autres pays d'Europe de l'Ouest. L'une des pionnières est Simone Guillissen-Hoa (1916-1996), considérée comme l'une des architectes les plus talentueuses du deuxième courant moderniste de l'immédiat après-guerre en Belgique, et aussi Odette Filippone (1927-2002). Les générations suivantes voient l'effectif féminin de cette profession augmenter en Belgique, avec notamment Marie-José Van Hee (1950-), Hilde Daem (1950-), Lut Prims (1954-), Barbara Van der Wee (1957-) et Martine De Maeseneer (nl) (1962-).

### Canada

#### Statut légal
Au Canada, pour pratiquer et porter le titre d'architecte, l'on doit être reconnu par un ordre provincial. Pour ce faire, on doit aujourd'hui être détenteur d'une maîtrise en architecture (M.Arch) dispensée par une école d'architecture reconnue et généralement obtenue en six à huit ans. De plus, pour obtenir le droit de pratique, une période de stage auprès d'architectes enregistrés doit être complétée et des examens supplémentaires administrés par les ordres provinciaux doivent être réussis. Le titre d'architecte et le champ de compétence sont définis et protégés au niveau provincial. Chaque province dispose de sa propre législation visant à encadrer la profession d'architecte.
Au Québec, c'est la Loi sur les architectes qui s'applique. Cette loi fait de la profession d'architecte une profession à exercice exclusif. Seuls les membres de l'Ordre des architectes du Québec ont donc le droit d'utiliser le titre d'architecte et de préparer les plans et devis d'architecture pour les travaux et les édifices[Lequel ?][Où ?][Quand ?] qui sont définis dans la Loi. La Loi sur les architectes et le Code des professions sont complétés par les règlements de l'Ordre, parmi lesquels on retrouve le code de déontologie qui décrit les règles de conduite de l'architecte envers le public, ses clients et la profession.

### France

#### Architectes français jusqu'auXIXesiècle

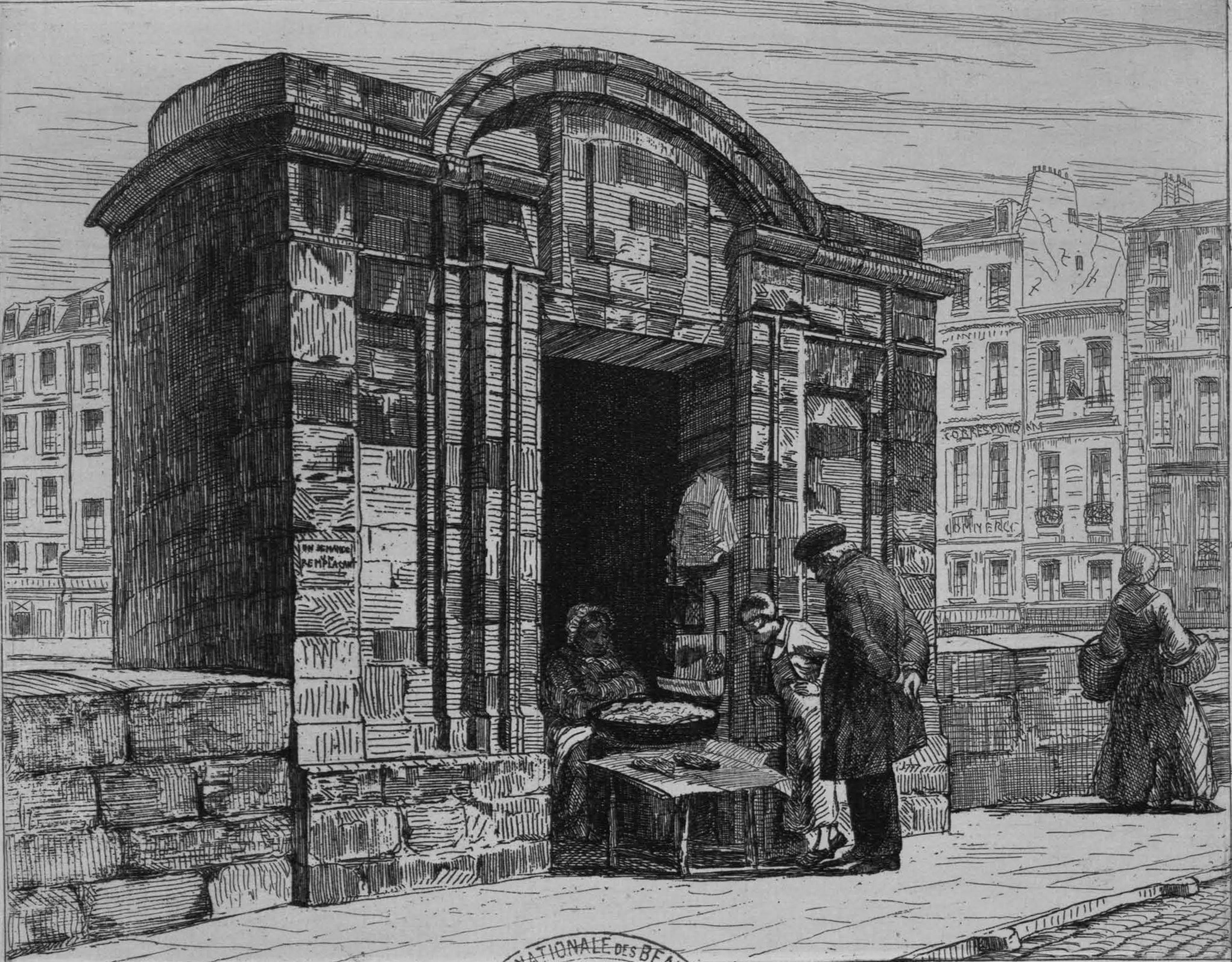
Boutique sur le Pont Neuf XVIIe siècle, Paris.

Le Dictionnaire biographique et critique des architectes français rédigé par l'historien Charles Bauchal (1814-1888) et publié en 1887, recense des maîtres d'œuvre et architectes français jusqu'à la fin du XVIIIe siècle avec une notice pour chacun d'eux, complétés de notices relatives aux architectes décédés de 1801 à 1885. Cet ouvrage est reconnu comme une référence considérable sur ce sujet. Auparavant avait paru, sous la direction d'Adolphe Lance (1813-1874) le Dictionnaire des architectes français (1872).
Parmi les femmes, trois architectes se sont distinguées :  Catherine Briçonnet, pour son château de Chenonceau, Jacquette de Montbron pour le pavillon Renaissance du château de Bourdeilles et celui du château de Matha et la marquise de Rambouillet pour son hôtel du Marais, l'hôtel de Rambouillet.

#### Un titre et une activité définis par la loi
La loi no 77-2 du 3 janvier 1977 sur l’architecture réserve le port du titre d'architecte aux membres de la profession enregistrés au tableau de l'Ordre des architectes.
Il est distingué les architectes qui exercent la profession suivant l'un des 7 modes définis par la même loi (voir plus bas) et les architectes qui n'exercent pas la profession. Les architectes sont les personnes physiques qui ont prêté le serment :

« Dans le respect de l'intérêt public qui s'attache à la qualité architecturale, je jure d'exercer ma profession avec conscience, probité et responsabilité, et d'observer les règles contenues dans la loi sur l'architecture et dans le code de déontologie. »

La loi sur l'architecture précise les cas de recours obligatoire à une ou un architecte :
- Article 3. « Quiconque désire entreprendre des travaux soumis à une autorisation de construire doit faire appel à un architecte pour établir le projet architectural faisant l'objet de la demande de permis de construire, sans préjudice du recours à d'autres personnes participant, soit individuellement, soit en équipe, à la conception. Cette obligation n'exclut pas le recours à un architecte pour des missions plus étendues. Le projet architectural mentionné ci-dessus définit par des plans et documents écrits, l'implantation des bâtiments, leur composition, leur organisation et l'expression de leur volume ainsi que le choix des matériaux et des couleurs. Même si l'architecte n'assure pas la direction des travaux, le maître d'ouvrage doit le mettre en mesure dans des conditions fixées par le contrat, de s'assurer que les documents d'exécution et les ouvrages en cours de réalisation respectent les dispositions du projet architectural élaboré par ses soins. Si ces dispositions ne sont pas respectées, l'architecte en avertit le maître d'ouvrage. »
- Article 4 modifié par la loi no 2005-157 du 23 février 2005, art. 30 (J.O. du 24). « Par dérogation à l'article 3 ci-dessus, ne sont pas tenues de recourir à un architecte les personnes physiques ou exploitations agricoles à responsabilité limitée à associé unique qui déclarent vouloir édifier ou modifier, pour elles-mêmes, une construction de faible importance dont les caractéristiques, et notamment la surface maximale de plancher, sont déterminées par décret en Conseil d'État[28]. Ces caractéristiques peuvent être différentes selon la destination des constructions. Le recours à l'architecte n'est pas non plus obligatoire pour les travaux soumis au permis de construire ou à l'autorisation, qui concernent exclusivement l'aménagement et l'équipement des espaces intérieurs des constructions et des vitrines commerciales ou qui sont limités à des reprises n'entraînant pas de modifications visibles de l'extérieur. »
- Article 5. « Les modèles types de construction et leurs variantes, industrialisés ou non, susceptibles d'utilisation répétée doivent, avant toute commercialisation, être établis par un architecte dans les conditions prévues à l'article 3 ci-dessus, et ce, quel que soit le maître d'ouvrage qui les utilise. »

La partie réglementaire du code de l'urbanisme (articles R*431-1 et R*431-2) en confirme et précise leur application :
- Le projet architectural des permis de construire doit être établi par une ou un architecte ;
- Lorsqu'un particulier construit pour lui-même son logement, le recours à l'architecte n'est pas obligatoire pour une maison dont la surface de plancher n'excède pas 150 m2 (équivalent à 170 m2 de surface hors-œuvre nette ou SHON).

Le code de déontologie des architectes définit les missions de l'architecte à son article 2 :

« La vocation de l'architecte est de participer à tout ce qui concerne l'acte de bâtir et l'aménagement de l'espace ; d'une manière générale, il exerce la fonction de maître d'œuvre. Outre l'établissement du projet architectural, l'architecte peut participer notamment aux missions suivantes :
- aménagement et urbanisme, y compris élaboration de plans ;
- lotissement ;
- élaboration de programme ;
- préparation des missions nécessaires à l'exécution des avant-projets et des projets consultation des entreprises, préparations des marchés d'entreprises, coordination et direction des travaux ;
- assistance aux maîtres d'ouvrage ;
- conseil et expertise ;
- enseignement. »

#### Les architectes qui exercent la profession
En France, la profession d'architecte est historiquement établie comme une profession libérale, ses modes d'exercice sont encadrés par l'article 14 de la loi du 3 janvier 1977 sur l’architecture :
L'architecte exerce selon l'un ou plusieurs des modes suivants :
. À titre individuel, sous forme libérale ;
. En qualité d'associé d'une société d'architecture ;
. En qualité de fonctionnaire ou d'agent public ;
. En qualité de salarié d'organismes d'études exerçant exclusivement leurs activités pour le compte de l'État ou des collectivités locales dans le domaine de l'aménagement et de l'urbanisme ;
. En qualité de salarié d'un architecte ou d'une société d'architecture ;
. En qualité de salarié ou d'associé d'une personne physique ou morale de droit privé édifiant des constructions pour son propre et exclusif usage et n'ayant pas pour activité l'étude de projets, le financement, la construction, la restauration, la vente ou la location d'immeubles, ou l'achat ou la vente de terrains ou de matériaux et éléments de construction ;
. En qualité de salarié d'une société d'intérêt collectif agricole d'habitat rural.
L'architecte intervient à toutes les échelles et à tous les stades du projet de transformation ou d'aménagement des espaces. Elle ou il peut être architecte-urbaniste, architecte-paysagiste, architecte-scénographe, architecte-designer et aussi architectes expert judiciaire, ou architecte expert d'assurance. Il existe une exception à cette règle : les « architectes d'intérieur » qui ne sont pas architectes, ils n'ont ni la même formation de base, ni la même responsabilité dans l'exécution de leurs missions.
Les architectes qui n'exercent pas suivant l'un de ces 7 modes sont des « architectes sans exercice de la profession ». Ne justifiant pas d'une habilitation à la maîtrise d'œuvre, d'une assurance et d'une inscription à l'Ordre, il ne peuvent porter le titre d'architecte selon la loi de 1977.
Les titulaires d'un diplôme d'architecte
Toutes et tous les titulaires d'un diplôme d'architecte ne font pas le choix de porter le titre professionnel et, donc, de demander leur inscription au tableau de l'ordre des architectes. En application de l'article 1 du Décret no 80-218 du 20 mars 1980 relatif au port du titre de Titulaire du diplôme d'architecte et à l'honorariat pris pour l'application de la loi no 77-2 du 3 janvier 1977, elles et ils portent le titre de « Titulaire du diplôme d'architecte ».
Une partie non négligeable des diplômés en architecture exercent des activités qui ne relèvent pas de la compétence des architectes. Elles et ils ont la possibilité d'adopter la dénomination qui correspond à l'activité qu'elles pratiquent ou qu'elles souhaiteraient pratiquer : Dessinatrice projeteuse - Dessinateur projeteur, Graphiste, Informaticienne - informaticien, Conductrice - Conducteur de travaux, Assistante - assistant du secteur du BTP, Chargée - Chargé d'études, Enseignante - enseignant, Formatrice - formateur, Artiste, Médiatrice culturelle - médiateur culturel et/ou Maître d'œuvre...
Selon l'étude statistique d'Olivier Chadoin et de Thérèse Evette, la population totale des titulaires du diplôme d'architecte est comprise entre 39 000 et 43 000 personnes, alors que l'on compte 29 416 architectes, soit environ les 3/4.
Les chiffres de la profession
Les architectes inscrits à l'Ordre peuvent exercer leur profession selon les modes suivants (les chiffres associés proviennent de l'étude précitée) :
- à titre individuel, sous forme libérale (54,36 % en 2007) ;
- en qualité d’associé de société d’architecture (28,81 % en 2007) ;
- en qualité de salarié d’architecte ou de société d’architecture (3,74 % en 2007) ;
- en qualité de fonctionnaire ou d’agent public (3,55 % en 2007) ;
- en qualité de salarié d’organismes d’études exerçant leurs activités pour le compte de l’État ou des collectivités locales dans le domaine de l’aménagement et de l’urbanisme.

Si la grande majorité des architectes exercent encore à titre libéral, l’exercice en société est courant, les plus courantes étant :
- SARL (53,11 %) ;
- SARL à Associés (5,98 %) ;
- EURL (24,58 %) ;
- SAS (1,44 %) ;
- SCOP (0,51 %) ;
- SELARL (6,95 %) ;
- SCPA (5,70 %).

Ces sociétés sont inscrites au tableau de l’Ordre.
Parmi les architectes fonctionnaires, on peut citer les architectes et urbanistes de l'État qui peuvent exercer les fonctions d'architectes des bâtiments de France, les architectes voyers, ou vacataires de l'administration, ou les architectes-conseils du ministère chargé de l’équipement et du logement et exercent leurs fonctions dans les administrations centrales ou les Directions départementales de l'équipement.
Les architectes fonctionnaires et les architectes agentes publiques ou agents publics ont la possibilité d'effectuer des missions de maîtrise, leur employeur étant leur propre assureur. Ce n'est pas le cas des architectes des « conseils d'architecture, d'urbanisme et d'environnement » (CAUE). En effet les associations dont elles et ils sont salariés ne sont pas assurées pour de telles missions.
Elles et ils ont vocation à exercer des missions : dans la mise en œuvre d'une politique des villes, des quartiers et de l'habitat ; l'amélioration de la qualité architecturale et urbaine ; la promotion, la diffusion des savoir-faire et l'innovation, etc.

#### Cadre réglementaire de la maîtrise d’œuvre
L'architecte peut être missionné par des maîtres d'ouvrage publics, ou des maîtres d'ouvrage privés.
1. Dans le cadre de la « maîtrise d’œuvre en marché public », l'exercice est précisément défini par les termes du socle réglementaire du droit des marchés publics :
  - Loi no 85-704 du 12 juillet 1985 dite loi MOP[31], relevant du droit français, elle constitue une des bases du droit de la construction publique en France. Son rôle est de déterminer pour les marchés publics la relation entre maîtrise d'ouvrage (personne publique) et maîtrise d'œuvre (privée). Le principal décret d'application de la loi MOP, le décret 93-1268 du 29 novembre 1993 relatif aux missions de maîtrise d'œuvre confiées par des maîtres d'ouvrage publics à des prestataires de droit privé.
  - Le Code des marchés publics[32], relevant aussi du droit français, il regroupe les procédures que les administrations françaises et les collectivités locales doivent respecter lorsqu'elles passent une commande de biens ou de services. Les procédures d'appels d'offres publics doivent se conformer au code des marchés publics.
  - La « directive classique » relative aux accords-cadres[33], aux marchés publics de travaux, de fournitures et de services, relevant du droit européen. Cette directive a pour objet d'harmoniser les règles et procédures de passation des marchés publics. Elle est définie par la directive 2004/18[34] et par le Règlement (CE) No 1336/2013[35].
2. Dans le cadre de la « maîtrise d’œuvre en marché privé », les marchés relèvent de la libre négociation des parties, aussi appelée marché de gré à gré. Cette liberté contractuelle est toutefois limitée par l’environnement réglementaire de la construction (sécurité et protection de la santé, protection des travailleurs, des sous-traitants et des acquéreurs de logements). Parmi ces lois, beaucoup sont codifiées au Code du travail, et au Code de la Construction et de l’habitation, cependant les conditions d’exécution d’un marché privé sont variables.

La norme AFNOR (p. 03-001) définit, en France, le cahier des clauses administratives générales applicables aux travaux de bâtiment faisant l’objet de marchés privés, Elle définit les droits et obligations de chaque partie contractante. Toutefois, ces normes n’ont pas un caractère obligatoire, et n’ont d’effet contraignant que si le marché signé y fait référence.

#### Activités recensées par les conseils de l'ordre
Répartition des activités des architectes en 2011 :
- maisons individuelles : 54 %
- logements collectifs : 42 %
- équipements publics : 27 %
- bureaux : 17 %
- locaux industriels : 16 %
- équipements culturels et sportifs : 14 %
- locaux éducatifs : 13 %
- commerces et hôtels : 12 %
- urbanisme et paysage : 11 %
- équipements hospitaliers : 8 %
- équipements de loisirs : 4 %
- autre activité (réponse non suggérée) : 2 %

#### Ouverture de la profession aux femmes
Parmi les premières femmes étant apparues au sein des étudiants en architecture en France, l'américaine Julia Morgan (1872-1957) est une pionnière. C'est la première femme admise en section d'architecture à l'École nationale supérieure des beaux-arts de Paris, en 1898, soit tout à la fin du XIXe siècle.
Puis l'effectif féminin dans les promotions des différentes écoles de formation s'accroît au fil des décennies.
Jeanne Surugue (1896-1990) est la première Française diplômée en architecture de l’École nationale des Beaux-Arts et la première architecte diplômée d’État française,.
Parmi les femmes en activité dans cette profession, sont cités par exemple dans l'entre-deux-guerres Adrienne Gorska (1899-1969), ou Juliette Tréant-Mathé.
En 2009, 22 % des membres de l'Ordre des architectes en France étaient des femmes, soit 6 669 femmes architectes.

### Suisse

#### Ouverture de la profession aux femmes
Parmi les femmes pionnières en Suisse, sur la profession d'architecte, sont généralement citées Lux Guyer (1894-1955), Flora Steiger-Crawford (1899-1991), Elsa Burckhardt-Blum (de) (1900-1974), Berta Rahm (1910-1998), Lisbeth Sachs (de) (1914-2002), Anne Torcapel (1916-1998), Jeanne Bueche (1916-2000), ou encore Gret Reinhard (de) (1917-2002).
En 2010, 31 % des étudiants suisses en architecture sont désormais des femmes. Concernant l'École polytechnique fédérale de Zurich, cette proportion monte, en 2010 et pour les diplômés, à 45 %. Et dans le corps enseignant de cette école, 7 % des professeurs sont des femmes (mais elle représente 40 % des assistants).

## Travail
Le travail de l'architecte réalisant un bâtiment est précisé dans le contrat d'architecte qui décrit sa « mission ». Celle-ci comprend tout ou partie des trois phases suivantes :
1. la conception ou la phase esquisse, qui comprend la création générale du bâtiment : forme, disposition, principe constructif. Elle se traduit par des dessins, des modèles informatiques ou des maquettes ;
2. la phase des études (avant-projet sommaire et ensuite avant-projet définitif) qui comprend les calculs (fondations, etc.), les études techniques (passage des conduites d'eau, disposition des ascenseurs, etc.), l'optimisation de la consommation d'énergie, la durabilité, etc. Ces études sont fréquemment réalisées avec le concours d'ingénieurs spécialisés dans un domaine précis, l'architecte jouant dans ce cas le rôle de « chef d'orchestre ». Elles se traduisent par des nomenclatures techniques (désignés « les descriptifs ») et des plans techniques qui sont des dessins très précis ;
3. la direction de l'exécution ou l'élaboration de dossier d'exécution. L'architecte organise un ou plusieurs appels d'offres pour permettre aux entreprises de travaux d'établir des devis correspondant aux travaux tels que prévus par les descriptifs et les plans et de fixer un cadre loyal à la mise en concurrence des entreprises. Le client, éclairé par l'architecte, choisit les entreprises réalisatrices et passe un contrat avec chacune d'elles. Enfin, l'architecte dirigera le chantier et coordonnera l'intervention des entreprises réalisatrices de manière que le bâtiment construit réponde aux attentes du client ;

Architecte Contractant-Général ». C'est une façon d'exercer différente.  Il s'agit d'un architecte qui parallèlement à son métier d'architecte a créé une entreprise contractante générale (c'est-à-dire tout corps d'état). L'architecte réalise la conception comme ci-dessus, ainsi que les études techniques et s'engage sur le prix des travaux. Il propose par son entreprise, un contrat clé en main pour la réalisation du bâtiment en étant l'unique interlocuteur du client à qui il garantit le prix, le délai, la qualité des travaux et la satisfaction des besoins. Il dispose d'une assurance précisément adaptée à ce type de contrat. Cette façon de faire est beaucoup plus simple et moins risquée pour le client qui à ainsi un contrat unique avec un seul responsable vis-à-vis de lui et un prix final garanti dès la fin des études. Le coût final du bâtiment est similaire à la solution par contrats séparés avec des entreprises distinctes.

## Formation

### France
La formation dure six ans.

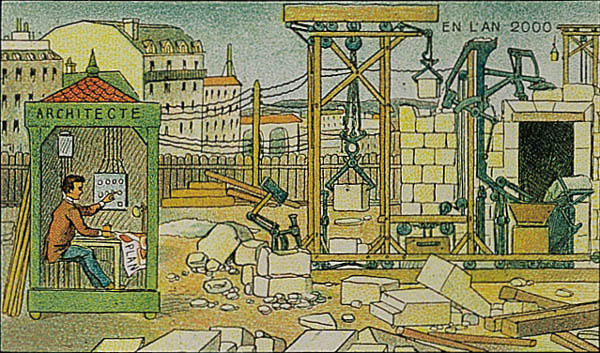
L'architecte de l'an 2000, comme vu en 1910.

Depuis la réforme européenne LMD (licence master doctorat), les études se font en tronc commun de deux cycles licence (trois ans) et master (deux ans), l'étudiant obtenant une licence d'architecture à bac+3 et un diplôme d'architecte à bac+5 valant master d'architecture, complétés par une « habilitation à exercer la maîtrise d’œuvre en nom propre » (HMONP) qui est validée sur présentation d'un mémoire d'études. Il s'agit d'une des conditions pour demander à figurer au tableau (à l'annuaire) de l'ordre des architectes et pour porter le titre d'architecte.
Pour exercer une activité axée sur la connaissance, la recherche et l'enseignement, quelques ENSA (écoles nationales supérieures d'architecture) proposent un cycle doctoral de trois ans, en association directe avec des écoles doctorales de certains PRES (pôles régionaux d'enseignement supérieur).
Pour la restauration des monuments historiques, une spécialisation (DSA architecture et patrimoine) est nécessaire. Elle dure deux ans et est dispensée par le centre des hautes études de Chaillot.

### Québec
Trois années de BACC (six sessions). Une année et demie à la maîtrise professionnelle (trois sessions). Une période de stage de 5 600 heures (trois années approximativement) ; 1 880 heures peuvent être enregistrées avant l'obtention du diplôme.

### Suisse
Six ans en effectuant une EPF (École polytechnique fédérale), trois ans pour le bachelor, un an de stage (12 mois obligatoire) et deux ans pour le master. Six ans en effectuant une UNI (Université suisse italienne, académie d'architecture de Mendrisio), trois ans pour le bachelor, un an de stage (qui peut se faire dès la deuxième année de Bachelor) et deux ans pour le master. Trois ans en effectuant une HES (Haute école spécialisée), si le futur étudiant/e n'a pas eu dans sa formation antérieure un apprentissage dans le domaine de la construction, il doit réaliser un stage de 12 mois dans un bureau d'architecte; un an de stage, trois ans de bachelor et s'il/elle le souhaite 2 ans de Master. Selon l'école choisie, l'étudiant/e terminera avec un titre différent en tant qu'architecte, qui permettra l'accès à certaine position dans une étude d'architecte.